# New Jerseys viceguvernör

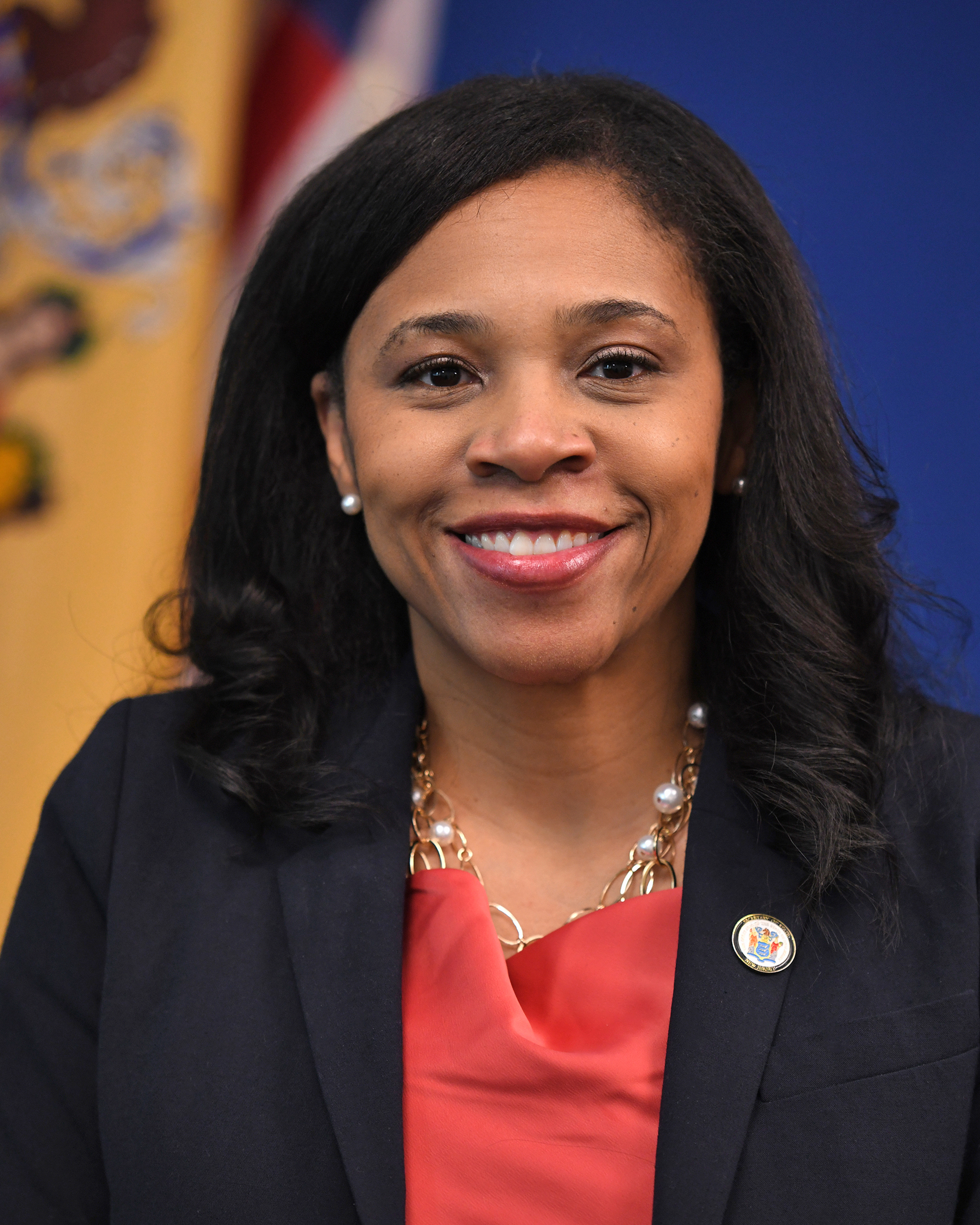
Viceguvernör Tahesha Way

New Jerseys viceguvernör är ett folkvalt ämbete i delstatsstyret som inrättades i januari 2010 som ställföreträdare till New Jerseys guvernör. 
Väljarna i New Jersey godkände den 8 november 2005 ett tillägg till delstatens konstitution som ledde till valet av den första viceguvernören. Konstitutionen ändrades officiellt den 17 januari 2006 och en ny viceguvernör valdes för första gången i samband med guvernörsvalet 2009. Republikanen Kim Guadagno vann valet den 3 november 2009 och tillträdde 19 januari 2010 som Chris Christies viceguvernör.
Under 2017 valdes demokraten Sheila Oliver till viceguvernör. Hon efterträddes 2023 av demokraten Tahesha Way.